# Заозерная (Омская область)
Заозерная — деревня в Крутинском районе Омской области, входит в состав Новокарасукского сельского поселения.

## История
Основана в 1673 году. В 1928 году состояла из 123 хозяйств, основное население — русские. В административном отношении деревня являлась центром Заозерного сельсовета Крутинского района Омского округа Сибирского края.

## Население
| 2010 |
| ---- |
| 68   |

## Улицы
В селе имеются две улицы: Северная и Южная.